# Baktharahalli, Sidlaghatta
Baktharahalli là một làng thuộc tehsil Sidlaghatta, huyện Kolar, bang Karnataka, Ấn Độ.